# Ectecephala obscura
Ectecephala obscura är en tvåvingeart som först beskrevs av Ignaz Rudolph Schiner 1868.  Ectecephala obscura ingår i släktet Ectecephala och familjen fritflugor. Inga underarter finns listade i Catalogue of Life.